# Agripa Fúrio Fuso
Agripa Fúrio Fuso (em latim: Agrippa Furius Fusus) foi um político da gente Fúria nos primeiros anos da República Romana eleito tribuno consular em 391 a.C..

## Tribunato consular (391 a.C.)
Agripa Fúrio foi eleito tribuno consular em 391 a.C. com Caio Emílio Mamercino, Lúcio Lucrécio Tricipitino Flavo, Sérvio Sulpício Camerino, Lúcio Emílio Mamercino e Lúcio Fúrio Medulino. Lívio nomeia como tribuno para este ano um Mânlio Emílio e, para os anos seguintes, um Lúcio Emílio.
A Lúcio Lucrécio e a Caio Emílio coube a campanha contra os volsínios e a Agripa Fúrio e a Sérvio Sulpício, a contra os sapienatos, interrompida por causa da epidemia que se abateu sobre Roma.
Os romanos conseguiram vencer facilmente os volsínios durante a primeira e única batalha campal da campanha e começaram a arrasar o território inimigo, ao fim da qual os volsínios obtiveram uma trégua de vinte anos em troca do quanto fora roubado dos romanos no ano anterior e o pagamento do valor devido aos soldados romanos para o ano corrente. Os sapienatos, depois de saberem da rendição de seus aliados, se retiraram, deixando seu próprio território indefeso aos raides romanos.
Foi durante este tribunato que Marco Fúrio Camilo foi acusado pelo tribuno da plebe Lúcio Apuleio de ter distribuído de modo injusto o butim conseguido depois da captura de Veios, decidiu se exilar voluntariamente em Ardea.
No entanto, os galos sênones (em latim: galli senoni), liderados por Breno, cercaram Clúsio, que enviou embaixadores à Roma para pedir ajuda.